# Katharina Gallhuber
Katharina Gallhuber est une skieuse alpine autrichienne, née le 16 juin 1997. Elle est spécialiste du slalom, discipline dont elle a remporté la médaille de bronze aux Jeux olympiques de Pyeongchang en 2018.

## Biographie
Elle court au niveau international depuis l'hiver 2013-2014. Au Festival olympique de la jeunesse européenne de 2015, elle finit deuxième du slalom.
Elle débute en Coupe du monde en octobre 2015 à Sölden. Lors de sa troisième course, elle marque ses premiers points (26e du slalom d'Aspen). Plusieurs semaines plus tard, elle obtient le meilleur résultat de sa saison avec une 11e au slalom de Flachau. Elle monte aussi sur divers podiums en Coupe d'Europe dont une victoire au slalom d'Oberjoch.
Elle remporte ensuite une médaille d'argent aux championnats du monde junior de Sotchi en slalom.
En novembre 2017, elle obtient son premier top dix à Killington avec une septième place en slalom.
Elle est médaillée de bronze au slalom féminin des Jeux olympiques d'hiver de 2018 et d'argent par équipes. Elle obtient deux cinquièmes places en Coupe du monde à Stockholm et Ofterschwang en début d'année 2018.

## Palmarès

### Jeux olympiques
- Médaille d'argent au team event des Jeux olympiques d'hiver de 2018
- Médaille de bronze au slalom des Jeux olympiques d'hiver de 2018

### Championnats du monde
| Épreuve / Édition          | Descente | Super G | Slalom géant | Slalom  | Combiné alpin |
| -------------------------- | -------- | ------- | ------------ | ------- | ------------- |
| Mondiaux 2017 Saint-Moritz |          |         |              | Abandon |               |

### Coupe du monde
- Meilleur classement général : 26e en 2018.
- Meilleur résultat : 5e.

| Année/Classement | Général | Général | Descente | Descente | Slalom | Slalom | Slalom géant | Slalom géant | Super G | Super G | Combiné | Combiné |
| Année/Classement | Class.  | Points  | Class.   | Points   | Class. | Points | Class.       | Points       | Class.  | Points  | Class.  | Points  |
| ---------------- | ------- | ------- | -------- | -------- | ------ | ------ | ------------ | ------------ | ------- | ------- | ------- | ------- |
| 2016             | 86e     | 44      | -        | -        | 33e    | 44     | -            | -            | -       | -       | -       | -       |
| 2017             | 86e     | 35      | -        | -        | 32e    | 35     | -            | -            | -       | -       | -       | -       |
| 2018             | 26e     | 303     | -        | -        | 7e     | 303    | -            | -            | -       | -       | -       | -       |
| 2019             | 61e     | 97      | -        | -        | 23e    | 97     | -            | -            | -       | -       | -       | -       |

### Championnats du monde junior
- Sotchi 2016 :
  -  Médaille d'argent en slalom.

### Coupe d'Europe
- 4e du classement général en 2016.
- 2 victoires.

Palmarès en mars 2019

### Festival olympique de la jeunesse européenne
- Médaille d'argent du slalom en 2015.